# Édifice Jacques-Viger

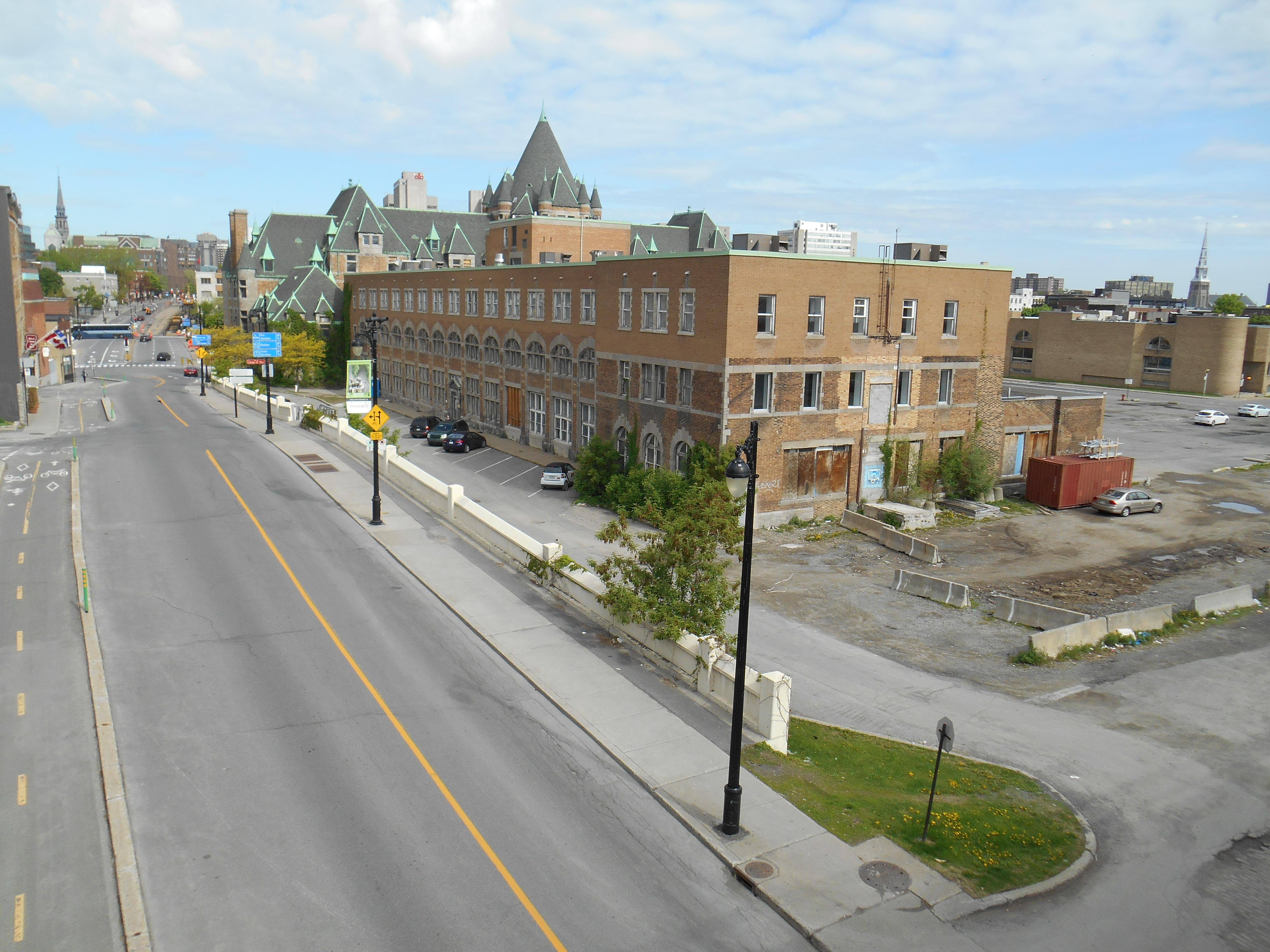
Gare Berri, 755-775, rue Berri

 (juin 2021).
L'édifice Jacques-Viger, nommé pour le premier maire de la ville de Montréal, est un ensemble constitué de 2 bâtiments situés à l'angle de la rue Saint-Antoine et de la rue Berri, dans le Vieux-Montréal. 
L'ensemble comprend :
- La Gare-hôtel Viger, située au 700 rue Saint-Antoine Est. Elle fut construite par le Canadien Pacifique entre 1896 et 1898. Son architecte est Bruce Price à qui l'on doit également le Château Frontenac. Elle comporte 6 étages et fut le premier bâtiment au Canada joignant gare et hôtel. Son style rappelle les châteaux de la Loire.
- La Gare Berri, située au 755-775 rue Berri. Elle fut construite en 1910-1912 par le Canadien Pacifique et comptait alors deux étages dans un style simple rappelant celui du bâtiment principal. En 1961, la Ville de Montréal, l'occupant d'alors, lui ajouta un troisième étage.

L'édifice a été occupé de 1939 à 1950 par le gouvernement canadien, d'abord pour divers services militaires puis pour loger des anciens combattants. Il a ensuite été occupé par l'administration de Montréal à partir de 1955. Désaffecté aujourd'hui, il devait recevoir en 2003 l'École d'hôtellerie de la Commission scolaire de Montréal, et est aujourd'hui l'objet d'un projet de rénovation et est le siège social pour Lightspeed.